# Václav Roziňák
Václav Roziňák   (Praga, 7 de desembre de 1922 - Zúric, 1 de març de 1997) va ser un jugador d'hoquei sobre gel txec que va competir sota bandera txecoslovaca durant la dècada de 1940.
El 1948 va prendre part en els Jocs Olímpics d'Hivern de St. Moritz, on guanyà la medalla de plata en la competició d'hoquei sobre gel. En el seu palmarès també destaquen dues medalles d'or al Campionat del Món d'hoquei sobre gel, el 1947 i 1949.
El 1950 va ser arrestat, juntament amb 11 companys de la selecció nacional txecoslovaca, pel govern comunista acusats de planejar la deserció. Fou empresonat durant cinc anys. El 1968 emigrà a Suïssa.